# Зелений Яр (Джанкойський район)
Зеле́ний Яр (крим. Zelenıy Yar) — село Джанкойського району Автономної Республіки Крим. Населення становить 182 особи. Орган місцевого самоврядування — Завіто-Ленінська сільська рада. Розташоване на півночі району.

## Географія
Зелений Яр — село на півночі району, у степовому Криму, на березі одного з заток Сивашу, висота над рівнем моря — 5 м. Сусідні села: Мартинівка за 2 км на південь та Яснополянське за 4,2 км на північ. Відстань до райцентру — близько 23 кілометрів, найближча залізнична станція — Солоне Озеро — близько 11 км.